# La Pravda (humour)
Pour les articles homonymes, voir Pravda (homonymie).
La Pravda (du russe : Правда litt. « vérité ») est un média d'information parodique québécois similaire aux sites satiriques The Onion ou Le Gorafi. Son auteur, qui utilise le pseudonyme de Richard Hognard, est un militant indépendantiste nommé Ludovic Schneider, neveu du journaliste et ancien felquiste Pierre Schneider.

## Historique
Fondé en 2012, le journal apparait d'abord sous la forme d'un compte Twitter qui publie des parodies de la Une du journal La Presse, en utilisant le nom La Paresse. Au mois d'août 2013, le journal change de nom pour adopter celui de La Pravda avant de lancer www.lapravda.ca, ainsi qu'une page Facebook. 
Depuis, la publication fait parler d'elle dans les médias québécois, parfois pour ses textes, d'autres fois pour son style humoristique,.
Le 19 janvier 2016, le journal est l'invité de Pierre Mailloux sur les ondes du 106,9FM à la suite de la publication d'un texte dans lequel son auteur prédit la réaction qu'aura le psychiatre face aux récentes performances des Canadiens de Montréal.
Le 6 mai 2016, La Pravda est invitée par l'animateur Benoît Dutrizac sur les ondes du 98,5FM afin de commenter le vol de 180 ruches d'abeilles, vol qu'elle estime être l'œuvre de Winnie l'ourson. 

## Politique

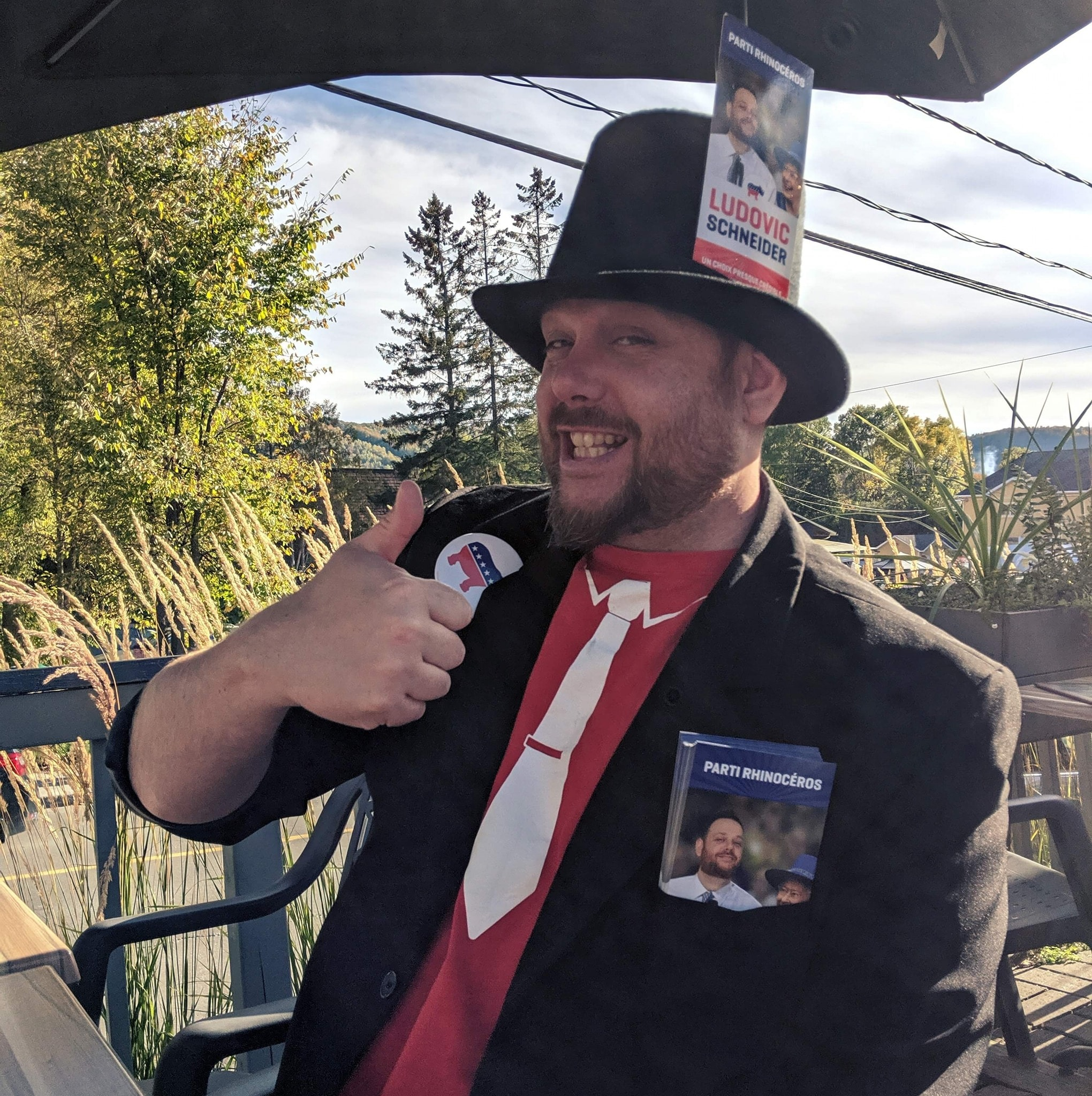
Ludovic Schneider, l'auteur de La Pravda, lors de la campagne électorale fédérale de 2019.

Le 15 juin 2019, l'auteur de La Pravda, Ludovic Schneider, se lance en politique fédérale sous la bannière du Parti Rhinocéros. Il terminera 6e parmi les sept candidats présents dans la circonscription de Laurentides-Labelle, récoltant 0,4 % des votes aux élections fédérales canadiennes de 2019. Si les électeurs ne lui permettent pas de réaliser son rêve de jeunesse de « recevoir 180 000 $ / an du gouvernement fédéral », il fera tout de même parler de lui grâce à ses engagements électoraux humoristiques.
Promettant notamment de « Déménager l’Himalaya à Sainte-Adèle pour faire des Pays-d’en-Haut le toit du monde », d'« embaucher un entrepreneur afin de stabiliser le Mont-Tremblant » et de « repeindre la rivière Rouge pour la rafraîchir un peu », le candidat utilisera alors les médias sociaux de son journal afin de promouvoir sa candidature.